# رونیشا مک‌گرگور
رونیشا مک‌گرگور (انگلیسی: Roneisha McGregor؛ زادهٔ ۹ اکتبر ۱۹۹۷) دونده زن اهل جامائیکا است.
وی در مسابقات کشوری و بین‌المللی در مجموع برندهٔ ۱ مدال نقره، ۲ مدال برنز شده‌است.